# Thomas Frank
Thomas Frank (Frederiksværk, 9 oktober 1973) is een Deens voetbaltrainer. In juni 2025 trad hij aan als hoofdtrainer van Tottenham Hotspur, nadat hij eerder stadgenoot Brentford onder zijn hoede had.

## Carrière

### Start
Na een tijdje als middenvelder te hebben gespeeld voor de amateurclub Frederiksværk BK, startte Frank zijn trainerscarrière daar als trainer van de onder 8 en de onder 12. In 1999 zette Frank zijn eerste stappen als professionele voetbaltrainer bij de jeugd van Hvidovre IF. Dit deed hij tot 2004, waarna hij de eerste elftallen van Boldklubben 1893 en Lyngby BK ging trainen.

### Jeugd Deens voetbalelftal
In juli 2008 werd Frank de trainer van Denemarken –16 en Denemarken –17. Met het laatstgenoemde team bereikte hij in 2011 de halve finales van het EK onder 17, waarin Duitsland te sterk bleek. Anderhalf maand later werd het team in de groepsfase van het WK onder 17 uitgeschakeld. In de zomer van 2012 ging Frank verder als trainer van Denemarken –19. Met Frank als trainer lukte het Denemarken onder 19 niet om kwalificatie voor het EK onder 19 in 2013 af te dwingen.

### Brøndby IF
Op 10 juni 2013 werd bekend dat Frank de hoofdtrainer werd van Brøndby IF. Geen van de eerste acht wedstrijden onder leiding van Frank werd gewonnen door Brøndby. In de eerste negen wedstrijden in de Superligaen na die reeks bleef het team juist ongeslagen. In het eerste seizoen van Frank bij Brøndby werd de vierde plaats bereikt, waardoor Brøndby voor het eerst sinds 2011 Europese wedstrijden ging spelen. De groepsfase van de Europa League werd niet bereikt, omdat Club Brugge in een tweeluik met 5–0 te sterk was. In het seizoen 2014/15 eindigde Brøndby op een derde plaats in de Deense competitie. In het seizoen daarop lukte het Brøndby opnieuw niet om zich te kwalificeren voor de groepsfase van de Europa League. Ditmaal werd er verloren van PAOK Saloniki. Op 9 maart 2016, terwijl Brøndby de vijfde plaats in de Deense competitie bezat, legde Frank zijn taken als hoofdtrainer van Brøndby neer, nadat duidelijk werd dat Brøndby's clubpresident Jan Bech Andersen onder een pseudoniem Frank bekritiseerde op een internetforum.

### Brentford FC
Op 8 december 2016 werd bekendgemaakt dat Frank in samenwerking met Richard O'Kelly de assistent-trainer werd van Dean Smith bij Brentford FC, destijds achttiende in de Championship. In de seizoenen 2016/17 en 2017/18 werd uiteindelijk de tiende en de negende plaats behaald. In februari 2018 verlengde Frank, evenals Smith en O'Kelly, zijn contract bij Brentford FC tot medio 2020. Nadat Smith en O'Kelly vertrokken naar Aston Villa, werd Frank op 16 oktober 2018 aangesteld als de hoofdtrainer van Brentford FC. Brentford FC behaalde slechts vier punten in de Championship in de eerste tien wedstrijden onder leiding van Frank en zakte daarmee af van de zevende naar de negentiende plaats. Na een wisseling van de formatie, van 4-1-4-1 naar 3-4-3, verbeterden de resultaten, waardoor Brentford FC uiteindelijk elfde werd. In het seizoen 2019/20 werd er van de formatie 3-4-3 afgeweken, nadat het seizoen beroerd begonnen werd. In januari 2020, toen Brentford FC op koers lag om deel te nemen aan de play-offs voor promotie, werd Frank beloond met een vernieuwd contract tot medio 2023. Na een onderbreking in verband met de coronapandemie lukte het Brentford FC niet om direct te promoveren, waardoor de club instroomde in de play-offs voor promotie. In de halve finales werd er afgerekend met Swansea City, maar door een verliespartij na een verlenging in de finale op Wembley was het niet Brentford FC, maar Fulham FC dat promoveerde naar de Premier League.
Tussen 27 oktober 2020 en 6 februari 2021 bleef Brentford FC 21 achtereenvolgende competitiewedstrijden ongeslagen. Dankzij deze reeks werd Brentford FC tijdelijk koploper in de Championship. Gedurende de reeks werd Frank benoemd tot Manager of the Month in de Championship voor december 2020, een prijs die hij al voor juni 2020 gewonnen had. Brentford FC bereikte de halve finale van de League Cup, die verloren ging tegen Tottenham Hotspur. Voor een tweede achtereenvolgende seizoen behaalde Brentford FC de derde plaats in de Championship, waardoor de club deelnam aan de play-offs voor promotie. De halve finale werd gewonnen van AFC Bournemouth, ondanks de nederlaag in de heenwedstrijd. Ditmaal werd ook de finale op Wembley gewonnen. Tegen Swansea City maakten topscorer Ivan Toney en Emiliano Marcondes de doelpunten bij een 2–0 zege. Hierdoor promoveerde Brentford FC naar de Premier League, waardoor de club voor het eerst sinds 1947 actief zou zijn in de hoogste divisie van het Engelse voetbal. Voorafgaand aan de play-off-finale werd Frank benoemd tot Deens Trainer van het Jaar door de DBU.
In Brentford FC's eerste wedstrijd in de Premier League ooit, op 13 augustus 2021, werd Arsenal FC met 2–0 verslagen. In januari 2022 werd het aflopende contract van Frank bij Brentford FC verlengd tot medio 2025. Brentford FC eindigde het seizoen 2021/22 als dertiende, de beste eindklassering van de club sinds 1938. Aan het eind van dat seizoen werd Frank genomineerd voor de titel Premier League Manager of the Season, maar die ging naar Jürgen Klopp. Brentford FC won op 13 augustus 2022 verrassend met 4–0 van Manchester United. Alle vier de doelpunten werden in de eerste helft gemaakt. Franks contract bij Brentford FC werd op 24 december 2022 verlengd tot medio 2027. Op 12 november 2022 won Brentford FC door twee doelpunten van Toney met 2–1 op bezoek bij Premier League-titelverdediger Manchester City. Na afloop noemde Frank de overwinning het beste resultaat in de clubgeschiedenis. Het was de 91ste zege van Brentford FC onder leiding van Frank, waarmee hij de top 3 van meeste overwinningen van Brentford FC-trainers betrad; enkel Malky MacDonald en Harry Curtis wonnen meer wedstrijden als trainer van Brentford FC.

## Erelijst
| Championship play-offs | 1× | 2021 |

1 Flekken ·
2 Hickey ·
3 Henry ·
4 Van den Berg ·
5 Pinnock ·
6 Nørgaard  ·
7 Schade ·
8 Jensen ·
9 Thiago ·
10 Dasilva ·
11 Wissa ·
12 Valdimarsson ·
13 Cox ·
14 Carvalho ·
16 Mee ·
18 Jarmolioek ·
19 Mbeumo ·
20 Ajer ·
21 Meghoma ·
22 Collins ·
23 Lewis-Potter ·
24 Damsgaard ·
26 Konak ·
27 Janelt ·
28 Trevitt ·
30 Roerslev ·
32 Maghoma ·
36 Kim ·
39 Nunes ·
Coach: Frank
· Assistent-coach: O'Connor
· Assistent-coach: Nørgaard
· Assistent-coach: Cochrane